# Mélovin
Kostyantyn Mykolayovych Bocharov, mer känd under artistnamnet Mélovin, född 11 april 1997 i Odessa, är en ukrainsk sångare. År 2015, när Bocharov var arton år gammal sökte han till den sjätte säsongen av ukrainska X-factor och vann hela säsongen. Han representerade även Ukraina i Eurovision Song Contest 2018 med låten "Under the Ladder". Han gick vidare från den andra semifinalen till final där han slutade på en sjuttonde plats. Second Semi-final participants eurovision.tv 
Efter vinsten i X-factor släppte Mélovin sin debutsingel ”Не Одинокая” (Translitteration ”Ne Odinokaya”, ”Inte Ensam” på ryska.)
Ett år senare släppte han även ett album vid namn ”Face to Face”.
Den 26 augusti 2018 släppte Mélovin låten ”That’s Your Role” som kommer vara med på hans kommande album ”Octopus”.
Den 8 oktober 2018 publicerade Melovin ännu en låt, vid namn ”з тобою, зі мною, і годі” på sin youtubekanal, vilket betyder ungefär ”Med dig, med mig, och det räcker”.
I juli 2021 kom han ut som bisexuell på Atlas Weekend 2021.